# Sandøy
Sandøy là một đô thị ở hạt Møre og Romsdal, Na Uy.
Sandøy đã được tách khỏi Aukra năm 1867.
Đô thị này được đặt theo một nông trang và một hòn đảo nhỏ Sandøy (tiếng Na Uy Cổ Sandøy) do nhà thờ đầu tiên đã được xây ở đây. Sandøy là một đô thị đảo. Sandøy bao gồm 871 hòn đảo nhưng chỉ có 5 hòn đảo có dân sinh sống, các đảo chính có dân là: Harøy, Sandøy, Finnøy, Ona và Orten. Ona nổi tiếng nhất trong số đó và là một điểm du lịch phổ biến.